# 台湾银线兰
为兰科开唇兰属下的一个种。其种加词“formosanus”意为“台湾的”。